# Mutation de novo
Ne doit pas être confondu avec Gène de novo.
En génétique, une mutation de novo (néomutation ou néo-mutation) est une mutation du gène apparaissant chez un individu alors qu'aucun des parents ne la possède dans son patrimoine génétique. Ce type de mutation spontanée survient lors du processus de réplication de l'ADN pendant la division cellulaire. La mutation est donc survenue dans les gamètes d'un des deux parents, ou, plus rarement ce peut être une mutation post-zygotique, c'est-à-dire une mutation de l'œuf fécondé.
Dans la plupart des cas, ces mutations ont peu ou pas d'effet sur l'organisme affecté en raison de la redondance et de la robustesse du code génétique. Cependant, dans de rares cas, elles peuvent avoir des effets notables et sérieux sur la santé globale, l'apparence physique et d'autres traits. Les troubles qui impliquent le plus souvent les mutations de novo incluent le syndrome du cri du chat, le syndrome de délétion 1p36, les syndromes de cancer génétiques et certaines formes d'autisme, entre autres.

## Taux de mutation
Le taux auquel les mutations de novo (MDNs) se produisent n'est pas statique et peut varier entre différents organismes et même entre individus. Chez l'homme, le nombre moyen de mutations spontanées (non présentes chez les parents) qu'un nouveau-né a dans son génome est d'environ 43,86 MDNs.
Divers facteurs peuvent influencer ce taux. Par exemple, une étude réalisée en septembre 2019 par l'University of Utah Health a révélé que certaines familles ont un taux de mutation spontanée supérieur à la moyenne. Cette découverte indique que le taux de mutation de novo peut avoir une composante héréditaire, suggérant qu'il peut "être transmis en famille".
De plus, l'âge des parents, en particulier l'âge paternel, peut avoir un impact significatif sur le taux de mutations de novo. Les parents plus âgés, en particulier les pères, ont tendance à avoir un risque plus élevé d'avoir des enfants avec des mutations de novo en raison du nombre plus élevé de divisions cellulaires dans la lignée germinale masculine à mesure que les hommes vieillissent.

## Rôle dans l'évolution
Les mutations de novo jouent un rôle crucial dans l'évolution en fournissant une nouvelle variation génétique sur laquelle la sélection naturelle peut agir. Elles servent de source principale de diversité génétique, permettant aux espèces de s'adapter à des environnements changeants au fil du temps.

## Transmission

### Cas où la mutation est survenue dans un gamète
Le risque de récidive pour un prochain enfant du couple est théoriquement très faible. Par contre, l’individu atteint a lui-même 50 % de risques de transmettre la mutation.
Dans les maladies où les individus atteints ont en général un nombre d’enfants identique à celui de la population générale, le taux de mutations de novo est très faible : maladies d’apparition tardive (maladie de Huntington).
Le taux est intermédiaire dans **les maladies où les individus sont fertiles mais ont moins d’enfant que la population générale (achondroplasie = 80 %) **et les maladies à expressivité variable (maladie de Recklinghausen = 50 %).
Dans les maladies dominantes létales (nanisme thanatophore), il y a 100 % de mutations de novo.

### Mosaïque germinale
La mutation est survenue dans une cellule germinale qui a donné naissance à plusieurs gamètes. Connue pour l’achondroplasie, la pseudo achondroplasie, le syndrome d’Apert, la sclérose tubéreuse de Bourneville (2 %). Situation rare, imprévisible.

## Sources
- « Mutation de novo », sur mon-genome.com, 2009 (consulté le 29 décembre 2014).
- Hérédité Autosomique dominante, II.5 Nouvelles mutations (de novo) Hérédité Mendelienne, Nicole Philip, Faculté de Médecine de Marseille, novembre 2001.